# Loefgrenianthus blanche-amesiae
Loefgrenianthus blanche-amesiae (Loefgr.) Hoehne, 1927 è una orchidea della sottofamiglia Epidendroideae (tribù Epidendreae, sottotribù Laeliinae), endemica del Brasile. È l'unica specie nota del genere Loefgrenianthus.